# Myran

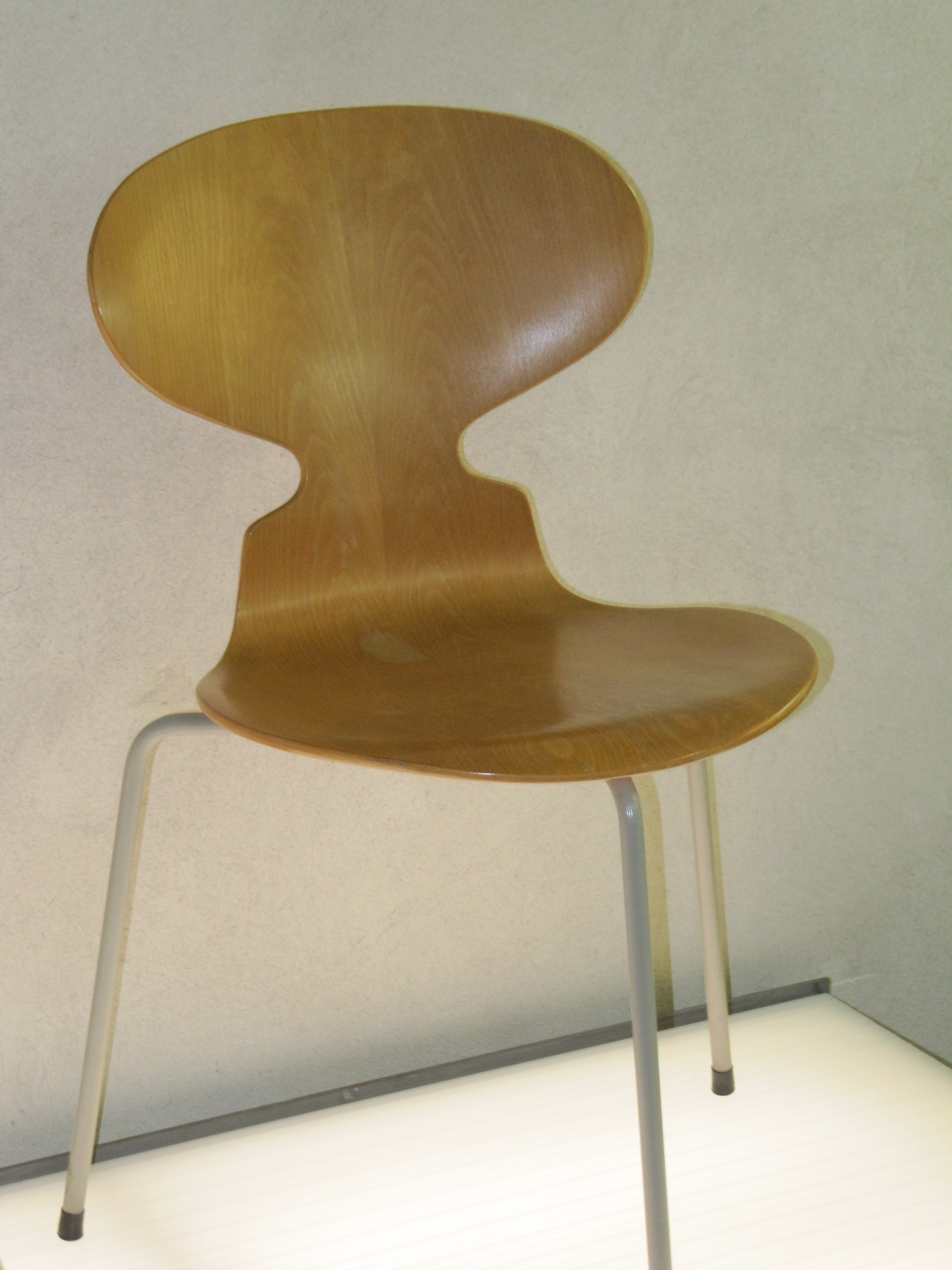
Myran.

Myran är en lätt, stapelbar stol, som formgivits av den danske designern och arkitekten Arne Jacobsen. Den har tillverkats av Fritz Hansen sedan 1952 och var ursprungligen avsedd för matsalen vid läkemedelsföretaget Novo (det nuvarande Novo Nordisk) i Köpenhamn. Det i ett stycke formpressade sitsen och ryggstödet är i plywood och benen gjorda av rör i rostfritt stål. Den ursprungliga Myran hade endast tre ben, men efter Arne Jacobsens död introducerades en stabilare modell med fyra ben.